# Отрадное (Покровский район)
Отрадное (укр. Відрадне) — село,
Александровский сельский совет,
Покровский район,
Днепропетровская область,
Украина.
Код КОАТУУ — 1224280507. Население по переписи 2001 года составляло 166 человек .

## Географическое положение
Село Отрадное находится в 2-х км от правого берега реки Янчур,
на расстоянии в 2 км от села Гай и в 3-х км от села Андреевка.
По селу протекает пересыхающий ручей с запрудой.
Рядом проходит автомобильная дорога Т-0401.